# Satoshi Mitazono
Satoshi Mitazono (三反園 訓, Mitazono Satoshi) est un homme politique japonais, né le 13 février 1958 à Ibusuki. Il est le gouverneur de la préfecture de Kagoshima depuis l'élection préfectorale de 2016.

## Jeunesse et études
Mitazono naît à Ibusuki, à Kagoshima, en 1958. Il est admis à l'Université Waseda et décroche son diplôme en 1980. Il est alors embauché par TV Asahi en tant que journaliste politique.
Au fur des années, il devient responsable de l'actualité politique du pays. En 1990, il devient le journaliste politique principal pour News Station, le journal télévisé du soir quotidien d'Asahi. En 2004, il devient maître de conférences à l'université Waseda, à la Graduate School of Public Management.

## Carrière politique
Le 31 décembre 2015, Mitazono annonce son intention de participer à l'élection de juillet 2016 pour la préfectorale de Kagoshima, comme candidat indépendant. Il annonce devant les médias que les disparités entre les régions du Japon s'accroissent, et que son objectif est de bouleverser le fonctionnement de la préfecture, en permettant le progrès du statut des femmes par exemple. 
Mitazono est considéré durant la campagne comme un "conservateur indépendant", recevant un appui des partis Démocrates et Social-démocrates. Il reçoit aussi le soutien de membres conservateurs de l'assemblée locale, quand bien même le candidat sortant, Ito, est soutenu par le Kōmeitō.
Les sujets de tensions principaux durant la campagne furent la question du renouvellement politique, car l'ancien préfet était en place depuis douze ans, ainsi que celle du nucléaire : en août 2015, le centre nucléaire de Sendai à Satsumasendai avait été la première centrale à redémarrer depuis le désastre de Fukushima en 2011. Mitazono demanda la fermeture de la centrale et une investigation à son sujet de sorte à assurer la sécurité du site.
Mitazono reçoit 55,5% des voix à l'élection, dépassant Ito de 84 000 voix. À Satsumasendai, le lieu où se situait la centrale nucléaire, il reçoit 7 voix de plus qu'Ito.